# Campeonato Mundial de Biatlón de 2013 – Relevos mixto
El evento de Relevos mixto del Campeonato Mundial de Biatlón de 2013 se llevó a cabo el 7 de febrero de 2013, donde participaron 27 naciones, con 2 biatletas hombres y 2 biatletas mujeres cada equipo. El circuito femenino fue de 6 km y el masculino de 7,5 km.

## Resultado
La carrera comenzó a las 17:00 (hora local).
| Pos.              | Núm. | Equipo                                                                                     | Tiempo                                    | Penalizaciones (T+P)                     | Dif. de tiempo |
| ----------------- | ---- | ------------------------------------------------------------------------------------------ | ----------------------------------------- | ---------------------------------------- | -------------- |
| Medalla de oro    | 2    | Noruega · Tora Berger · Synnøve Solemdal · Tarjei Bø · Emil Hegle Svendsen                 | 1:12:04.9 15:45.6 17:16.2 19:29.4 19:33.7 | 0+1 0+3 0+0 0+0 0+0 0+2 0+1 0+0 0+0 0+1  | 0.0 !          |
| Medalla de plata  | 5    | Francia Marie-Laure Brunet Marie Dorin Habert Alexis Bœuf Martin Fourcade                  | 1:12:24.9 16:29.3 16:45.8 19:47.1 19:22.7 | 0+1 0+7 0+0 0+2 0+1 0+2 0+0 0+2 0+0 0+1  | +20.0          |
| Medalla de bronce | 3    | República Checa · Veronika Vítková · Gabriela Soukalová · Jaroslav Soukup · Ondřej Moravec | 1:12:37.2 16:30.0 16:56.4 19:46.1 19:24.7 | 0+3 0+2 0+2 0+1 0+1 0+0 0+0 0+1 0+0 0+0  | +32.3          |
| 4                 | 7    | Italia · Dorothea Wierer · Karin Oberhofer · Dominik Windisch · Lukas Hofer                | 1:13:03.3 16:24.0 17:10.3 19:44.8 19:44.2 | 0+1 0+3 0+0 0+0 0+1 0+1 0+0 0+0 0+0 0+2  | +58.4          |
| 5                 | 6    | Eslovenia Andreja Mali Teja Gregorin Klemen Bauer Jakov Fak                                | 1:13:12.0 16:56.5 16:55.3 19:42.1 19:38.1 | 0+2 0+4 0+0 0+1 0+0 0+0 0+2 0+2 0+0 0+1  | +1:07.1        |
| 6                 | 1    | Rusia · Olga Zaitseva · Olga Vilukhina · Anton Shipulin · Dmitry Malyshko                  | 1:13:31.4 15:57.7 17:00.4 19:45.4 20:47.9 | 1+7 0+2 0+0 0+1 0+1 0+0 0+3 0+0 1+3 0+1  | +1:26.5        |
| 7                 | 11   | Eslovaquia · Jana Gereková · Anastasiya Kuzmina · Pavol Hurajt · Matej Kazar               | 1:13:37.6 16:21.0 16:50.4 20:28.9 19:57.3 | 0+5 0+3 0+0 0+1 0+1 0+2 0+1 0+0 0+3 0+0  | +1:32.7        |
| 8                 | 17   | Estados Unidos Annelies Cook Susan Dunklee Lowell Bailey Leif Nordgren                     | 1:13:37.7 16:58.0 16:38.9 20:01.1 19:59.7 | 0+3 0+4 0+0 0+3 0+0 0+1 0+2 0+0 0+1 0+0  | +1:32.8        |
| 9                 | 10   | Ucrania · Juliya Dzhyma · Natalya Burdyga · Andriy Deryzemlya · Sergei Sednev              | 1:13:55.8 16:37.0 17:13.9 20:13.1 19:51.8 | 1+4 0+4 0+0 0+2 0+0 0+1 1+3 0+1 0+1 0+0  | +1:50.9        |
| 10                | 14   | Polonia · Krystyna Pałka · Magdalena Gwizdoń · Łukasz Szczurek · Krzysztof Plywaczyk       | 1:13:58.7 16:05.5 16:58.7 20:29.9 20:24.6 | 0+3 0+4 0+1 0+0 0+2 0+1 0+0 0+1 0+0 0+2  | +1:53.8        |
| 11                | 12   | Bielorrusia · Nadezhda Skardino · Darya Domracheva · Evgeny Abramenko · Sergey Novikov     | 1:14:17.6 16:43.2 16:56.0 20:23.2 20:15.2 | 0+2 0+3 0+1 0+0 0+0 0+3 0+0 0+0 0+1 0+0  | +2:12.7        |
| 12                | 9    | Suiza · Elisa Gasparin · Selina Gasparin · Claudio Böckli · Benjamin Weger                 | 1:14:45.5 16:58.9 16:52.2 20:28.1 20:26.3 | 0+7 0+2 0+1 0+2 0+2 0+0                  | +2:40.6        |
| 13                | 4    | Alemania · Andrea Henkel · Miriam Gössner · Simon Schempp · Andreas Birnbacher             | 1:14:45.6 16:27.7 18:06.8 20:01.0 20:10.1 | 0+3 1+7 0+1 0+1 0+1 1+3 0+1 0+0 0+0 0+3  | +2:40.7        |
| 14                | 8    | Suecia · Elisabeth Högberg · Jenny Jonsson · Björn Ferry · Fredrik Lindström               | 1:14:51.8 16:59.8 18:14.2 19:48.6 19:49.2 | 0+3 0+3 0+1 0+1 0+0 0+0 0+1 0+0 0+1 0+2  | +2:46.9        |
| 15                | 16   | Canadá · Rosanna Crawford · Megan Heinicke · Jean-Philippe Leguellec · Scott Perras        | 1:15:09.6 16:49.5 18:04.8 20:01.4 20:13.9 | 0+3 0+6 0+2 0+1 0+0 0+2 0+1 0+1          | +3:04.7        |
| 16                | 24   | Bulgaria Emilia Yordanova Niya Dimitrova Krasimir Anev Michail Kletcherov                  | 1:16:33.4 17:39.5 17:59.0 19:52.2 21:02.7 | 0+1 0+6 0+1 0+1 0+0 0+2 0+0 0+1          | +4:28.5        |
| 17                | 15   | Austria · Iris Schwabl · Romana Schrempf · Julian Eberhard · Dominik Landertinger          | 1:16:51.5 16:54.8 19:02.1 20:58.2 19:56.4 | 0+5 5+7 0+0 0+1 0+0 3+3 0+2 2+3 0+2 0+1  | +4:46.6        |
| 18                | 20   | Kazajistán · Elena Khrustaleva · Darya Usanova · Yan Savitskiy · Sergey Naumik             | 1:17:26.2 17:00.2 19:44.5 19:58.2 20:43.3 | 3+5 1+4 0+0 0+1 3+3 1+3 0+1 0+0          | +5:21.3        |
| 19                | 13   | Finlandia · Mari Laukkanen · Kaisa Mäkäräinen · Jarkko Kauppinen · Ahti Toivanen           | 1:17:58.1 17:42.5 17:52.0 21:12.5 21:11.1 | 0+3 3+10 0+0 2+3 0+1 1+3 0+2 0+2 0+0 0+2 | +5:53.2        |
| 20                | 21   | Estonia Kadri Lehtla Daria Yurlova Roland Lessing Kauri Kõiv                               | 1 vuelta 17:31.5 19:07.5 20:36.6          | 0+7 1+6 0+1 0+0 0+1 1+3 0+2 0+1 0+3 0+2  |                |
| 21                | 19   | Rumania · Réka Ferencz · Luminita Piscoran · Ştefan Gavrila · Cornel Puchianu              | 1 vuelta 17:21.1 18:03.0 21:26.7          | 1+6 0+9 0+1 0+0 0+0 0+3 1+3 0+3 0+2 0+3  |                |
| 22                | 18   | Japón Fuyuko Suzuki Arisa Goshono Hidenori Isa Junji Nagai                                 | 1 vuelta 17:54.1 18:58.1 20:34.2          | 1+6 0+6 1+3 0+2 0+3 0+0 0+0 0+2          |                |
| 23                | 22   | China Ma Wei Wang Yue Chen Haibin Ren Long                                                 | 1 vuelta 17:51.9 18:33.9 20:47.0          | 1+5 1+7 1+3 0+2 0+0 0+2 0+0 0+0 0+2 1+3  |                |
| 24                | 25   | Letonia Žanna Juškāne Baiba Bendika Edgars Piksons Rolands Pužulis                         | 1 vuelta 18:05.8 19:34.5 20:58.0          | 0+5 0+3 0+3 0+2 0+0 0+0 0+1 0+1 0+1 0+0  |                |
| 25                | 23   | Lituania · Natalija Kočergina · Diana Rasimovičiūtė · Karol Dombrovski · Tomas Kaukėnas    | 1 vuelta 18:44.9 19:22.9 22:12.2          | 0+5 2+10 0+0 1+3 0+1 1+3 0+1 0+3 0+3 0+1 |                |
| 26                | 26   | Reino Unido Amanda Lightfoot Adele Walker Lee-Steve Jackson Kevin Kane                     | 1 vuelta 17:39.3 21:02.1 21:09.6          | 0+7 3+9 0+2 0+2 0+3 3+3 0+0 0+2 0+2 0+2  |                |
| 27                | 27   | Corea del Sur Jo In-Hee Kim Seon-Su Lee In-Bok Jun Je-Uk                                   | 1 vuelta 18:40.8 20:08.3 22:15.6          | 0+7 0+6 0+0 0+2 0+3 0+1 0+1 0+0 0+3 0+3  |                |